# Chaetomium longicolleum
Chaetomium longicolleum är en svampart som beskrevs av Krzemien. & Badura 1954. Chaetomium longicolleum ingår i släktet Chaetomium och familjen Chaetomiaceae.   Inga underarter finns listade i Catalogue of Life.